# Vib-Ribbon
Vib Ribbon is een videospel dat werd ontwikkeld door NanaOn-Sha en uitgebracht door Sony Computer Entertainment Incorporated. Het spel kwam in 1999 uit voor de Sony PlayStation. Het spel werd uitgebracht in 1999. Het spel is een muziekspel waarbij de speler een konijnachtige speelt dat is opgebouwd uit geometrische figuren. Het spel is voorzien van muziek gemaakt door de Japanse band Laugh and Peace.

## Ontvangst
| Beoordeeld door                     | Datum             | Score |
| ----------------------------------- | ----------------- | ----- |
| Netjak                              | 27 april 2004     | 95%   |
| Retrogaming.it                      | april 2008        | 90%   |
| Power Unlimited                     | september 2000    | 87%   |
| Digital Press - Classic Video Games | 10 december 2003  | 80%   |
| Super Play                          | augustus 2000     | 70%   |
| Pixel-Heroes.de                     | 23 september 2010 | 70%   |
| GameSpot                            | 20 januari 2000   | 70%   |
| Jeuxvideo.com                       | 23 augustus 2000  | 55%   |
| Consoles Plus                       | augustus 2000     | 41%   |
| Gamereactor (Denemarken)            | 31 augustus 2000  | 20%   |

## Trivia
- Het spel is opgenomen in het boek 1001 Video Games You Must Play Before You Die van Tony Mott.